# 53 Arietis
53 Arietis, som är stjärnans Flamsteed-beteckning, är en ensam stjärna belägen i den mellersta delen av stjärnbilden Väduren, som också har variabelbeteckningen UW Arietis. Den har en skenbar magnitud på ca 6,10 och är mycket svagt synlig för blotta ögat där ljusföroreningar ej förekommer. Baserat på parallaxmätning inom Hipparcosuppdraget på ca 3,9 mas, beräknas den befinna sig på ett avstånd på ca 800 ljusår (ca 260 parsek) från solen. Den rör sig bort från solen med en heliocentrisk radialhastighet av ca 21 km/s.
53 Arietis är en flyktstjärna med egenrörelse som skiljer sig i hastighet med 48,1 km/s i förhållande till dess grannar. Stjärnan kastades ut från Orionnebulosan för 4-5 miljoner år sedan, möjligen i samband med att en omkretsande följeslagare exploderade som en supernova.

## Egenskaper
53 Arietis är en blå till vit stjärna i huvudserien av spektralklass B1.5 V. Den har en massa som är ca 7,5 solmassor, en radie som är ca 3 solradier och har en effektiv temperatur mellan 10 900 och 25 000 K.
53 Arietis misstänktes vara variabel av typen Beta Cephei-variabel och åsattes variabelbeteckning. Noggrannare mätningar har dock kunnat fastslå att den inte är variabel.